# MESSENGER (sonda kosmiczna)
MESSENGER (pol.) posłaniec, skrótowiec pełnej nazwy: Mercury Surface, Space Environment, Geochemistry and Ranging – sonda kosmiczna amerykańskiej agencji NASA, której celem było badanie planety Merkury. Była to pierwsza misja poświęcona tej planecie od czasu Marinera 10, tj. od 33 lat. Sonda wystrzelona została 3 sierpnia 2004 roku.
Sonda została zaprojektowana w celu zbadania charakterystyki i środowiska Merkurego z orbity wokółplanetarnej. Jej zadaniem było poznanie chemicznych właściwości powierzchni planety, historii geologicznej, natury pola magnetycznego, wielkości i stanu jądra oraz natury egzosfery i magnetosfery planetarnej.
Misja orbitalna sondy przewidziana była na jeden rok ziemski (4 lata merkuriańskie), jednak dwukrotnie ją przedłużano. Ostatecznie zakończyła się 30 kwietnia 2015 roku uderzeniem statku w powierzchnię planety.
Misję MESSENGER-a ma uzupełnić, planowana na lata 2018–2028, misja BepiColombo, będąca zarazem pierwszą wspólną misją agencji kosmicznych ESA i JAXA.

## Budowa i działanie

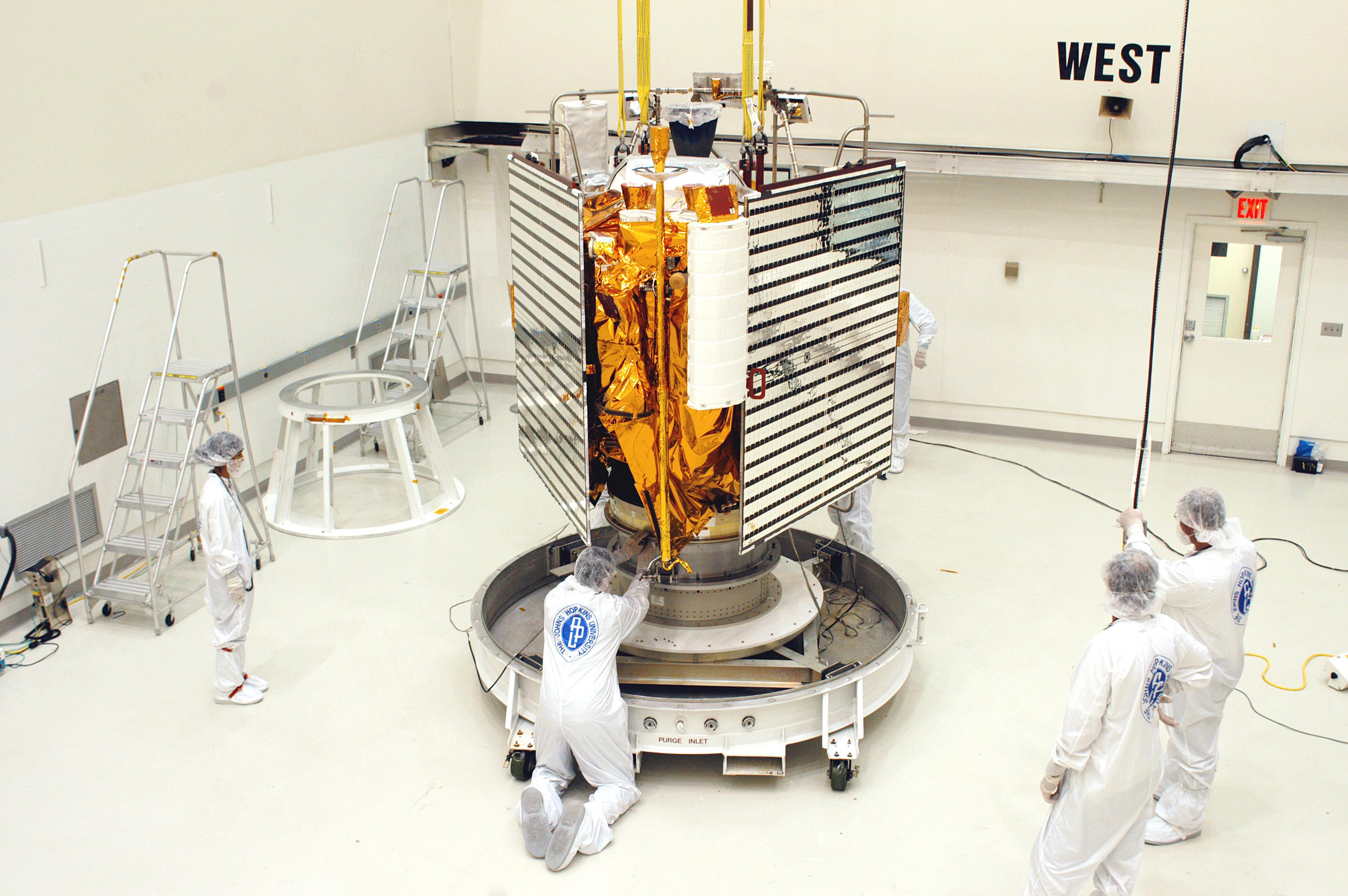
Prace nad sondą MESSENGER

Szkielet sondy był zbudowany z epoksydów grafitowych, co zapewniało lekkość i wytrzymałość konstrukcji.
Dwa panele ogniw słonecznych dostarczały 385-485 W mocy podczas lotu i 640 W na orbicie Merkurego. Ładowały one akumulator Ni-MH, będący źródłem energii elektrycznej dla statku.
Statkiem zarządzały dwa niezależne, zintegrowane moduły elektroniczne, w których skład wchodziły komputery RAD6000, odporne na promieniowanie. Każdy moduł zawierał po dwa procesory: główny, taktowany z częstotliwością 25 MHz, i zapasowy, taktowany z częstotliwością 10 MHz. Do przechowywania danych służyły dwa dyski typu SSD, każdy o pojemności 1 GB. Komputer pokładowy pobierał, kompresował i zapisywał na nich zdjęcia i dane z instrumentów naukowych, sortował je, a najważniejsze informacje przesyłał w pierwszej kolejności na Ziemię. Operatorzy misji mogli również sami decydować, które dane i w jakiej kolejności chcą pobierać.
System określania pozycji statku używał szukaczy gwiazd oraz zespołu czterech żyroskopów i czterech przyspieszeniomierzy. Jako układ zapasowy służyło sześć wykrywaczy Słońca. Położenie statku zmieniane było za pomocą czterech żyroskopów lub silniczkami o małym ciągu.
MESSENGER odbierał komendy z Ziemi i nadawał dane przez anteny pasma X z fazowaniem (polaryzacja kołowa).
Sonda wymagała specjalnej ochrony przed promieniowaniem słonecznym, szczególnie intensywnym w sąsiedztwie Merkurego – natężenie promieniowania słonecznego jest tam 11 razy większe niż na Ziemi, a temperatura powierzchni Merkurego sięga 450 °C. Wszystkie systemy były utrzymywane w temperaturze pokojowej dzięki okryciu jednej całej strony statku ceramiczną osłoną odporną na wysokie temperatury. Wymagała ona, aby sonda była zwrócona do Słońca zawsze osłoniętą stroną.

### Instrumenty naukowe

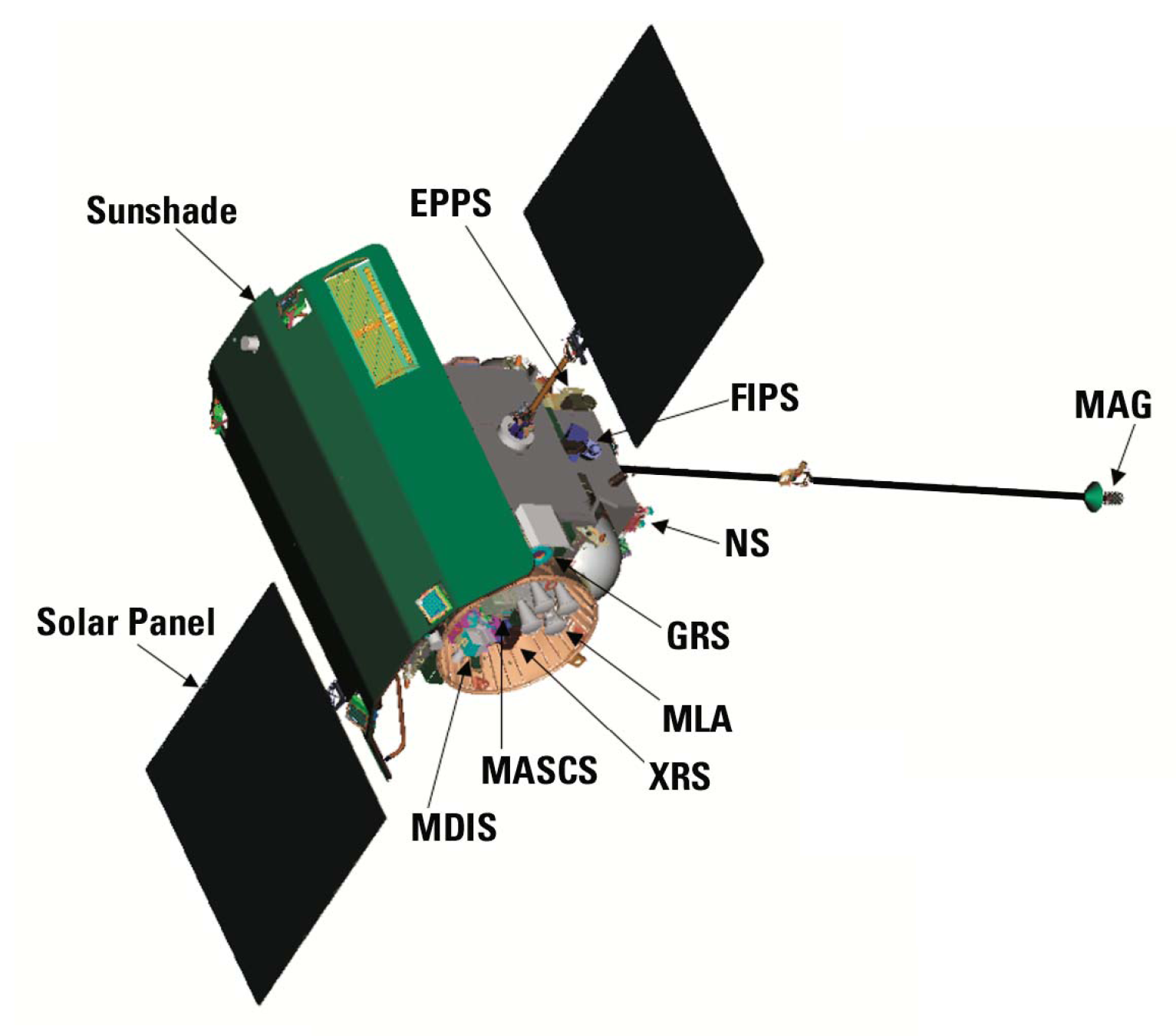
Rozmieszczenie przyrządów naukowych na sondzie MESSENGER

- Podwójny system obrazowania (Mercury Dual Imaging System, MDIS) – zestaw dwóch kamer (wąsko- i szerokokątnej) do fotografowania powierzchni Merkurego i zbierania danych topograficznych. Umieszczone na ruchomej platformie pozwalającej na obserwowanie wybranych obszarów, niezależnie od pozycji całego statku.
- Spektrometr promieniowania gamma i neutronów (Gamma-Ray and Neutron Spectrometer, GRNS) – przyrząd wykrywający izotopy promieniotwórcze w skorupie Merkurego. Pozwalał na określenie względnej obfitości pierwiastków budujących badaną planetę. Miał również pomóc zweryfikować hipotezę o lodzie zalegającym na biegunach planety, które nigdy nie są wystawione na bezpośrednią ekspozycję słoneczną.
- Spektrometr promieniowania rentgenowskiego (X-Rays Spectrometer, XRS) – zadania podobne jak GRNS. Miał pomóc wykryć niskoenergetyczne promieniowanie X jakie może emitować powierzchnia Merkurego pod wpływem promieni gamma i X emitowanych przez Słońce.
- Magnetometr (Magnetometer, MAG) – przyrząd służący do badania pola magnetycznego planety, a tym samym do wykrywania skał o właściwościach magnetycznych. Umieszczony na wysięgniku o długości 3,6 metra.
- Wysokościomierz laserowy (Mercury Laser Altimeter, MLA) – wykonywanie map topograficznych Merkurego i pomiar odległości statek-planeta.
- Spektrometr składu atmosfery i powierzchni (Mercury Atmospheric and Surface Composition Spectrometer, MASCS) – spektrometr pracujący w paśmie podczerwieni i ultrafioletu, co pozwalało mu określać skład gazów (atmosfery) i ciał stałych (powierzchnia Merkurego).
- Spektrometr cząstek energetycznych i plazmy (Energetic Particle and Plasma Spectrometer, EPPS) – służył do badania składu, dystrybucji i energii cząstek naładowanych (elektronów i jonów) w magnetosferze Merkurego.
- Eksperyment radiowy (Radio Science, RS) – służył dopplerowskiemu pomiarowi prędkości statku podczas orbitowania wokół Merkurego, co pozwoliło na wyznaczenie rozkładu masy pod powierzchnią planety (odróżnianie, np. gęstych skał od pustych przestrzeni).

## Historia misji

### Przygotowania

Przebieg trajektorii lotu sondy MESSENGER

- lipiec 1999 – NASA wybiera misję MESSENGER jako siódmą misję programu Discovery
- grudzień 1999 – wstępne prace projektowo-badawcze
- lipiec 2001 – rozpoczęcie końcowych prac projektowych
- luty 2003 – rozpoczęcie montażu i testowania elementów statku
- grudzień 2003 – MESSENGER przechodzi testy środowiskowe w Goddard Space Flight Center
- marzec 2004 – końcowe przygotowania przed startem w Astrotech Space Operations
- 10 marca 2004 – pierwsza planowana data startu (kolejna planowana data była określona na 11 maja)
- 24 marca 2004 – decyzja o przesunięciu startu na przełom lipca i sierpnia z powodu opóźnień w montażu sondy i przygotowaniu oprogramowania procedur awaryjnych
- 29 czerwca 2004 – przełożenie startu na 2 sierpnia w związku z opóźnieniem montażu innej rakiety Delta II
- 21 lipca 2004 – umieszczenie statku w rakiecie nośnej
- 2 sierpnia – opóźnienie startu o 24 h z powodów niesprzyjających warunków atmosferycznych

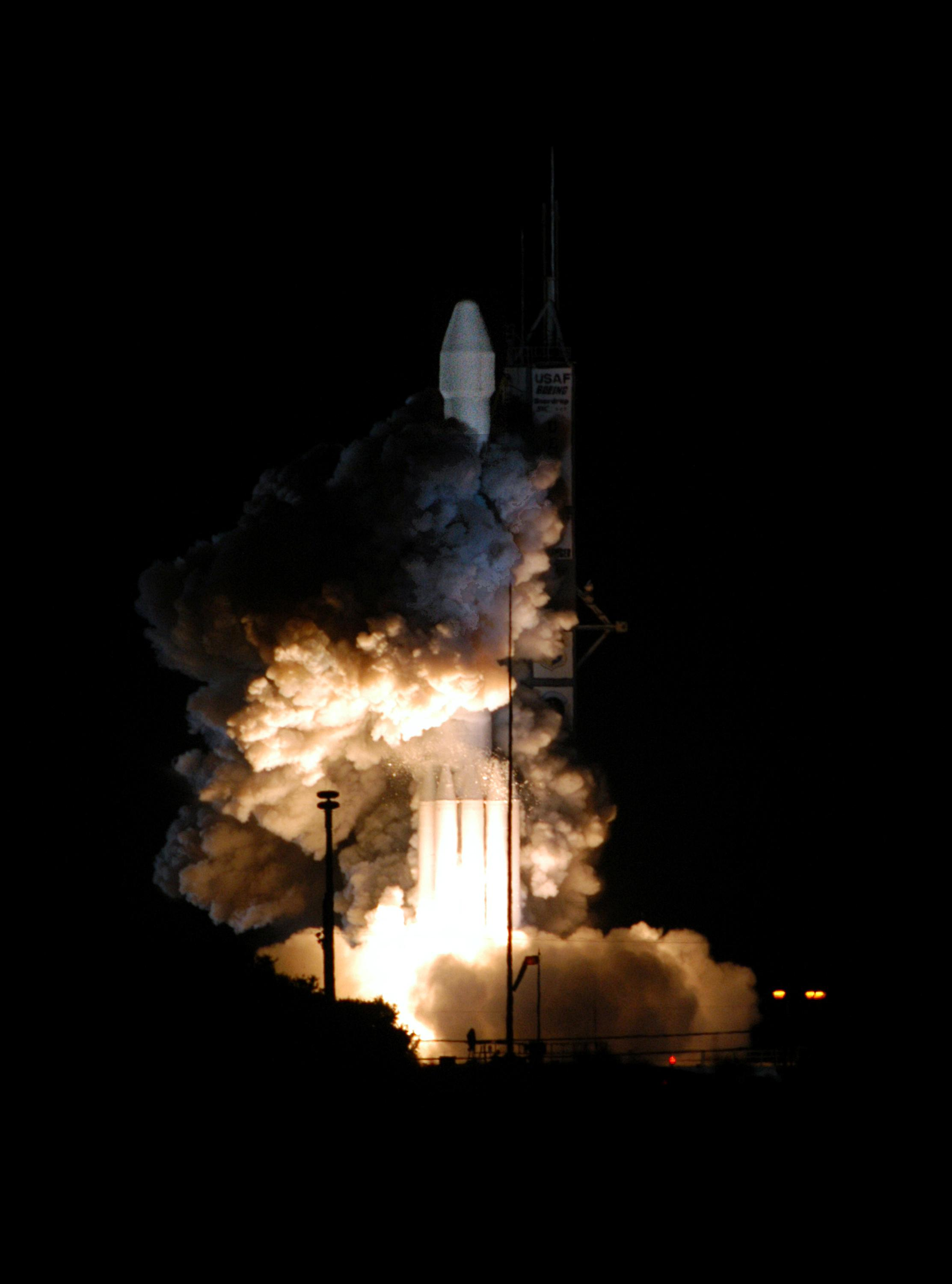
Wystrzelenie rakiety nośnej Delta II z sondą MESSENGER, 3 sierpnia 2004

### Przebieg misji (według czasu UTC)
- 3 sierpnia 2004 – start i wyniesienie w przestrzeń kosmiczną
- 24 sierpnia 2004[4] – wykonanie manewru TCM-1 o godz. 21:03:35. Na 215 sekund włączono silniczki średniego ciągu (dV=18 m/s) w celu skorygowania orbity heliocentrycznej
- 24 września 2004 – o godz. 18:00 wykonano manewr TCM-2. Na 62 sekundy włączono silniczki średniego i małego ciągu (dV=4,59 m/s). Ostateczne skorygowanie orbity heliocentrycznej
- 18 listopada 2004 – manewr TCM-3. Włączenie na 48 sekund silniczków średniego ciągu (dV=3,2 m/s)
- 23 czerwca 2005 – manewr TCM-5. Na 174 sekundy włączono silniczki małego ciągu (dV=1,1 m/s)
- 21 lipca 2005 – o godz. 18:00:01 wykonano manewr TCM-6. Na 23 sekundy włączono silniczki małego ciągu (dV=0,1 m/s)
- 2 sierpnia 2005 – o godz. 19:13 sonda zbliżyła się do Ziemi wykonując manewr asysty grawitacyjnej. Zbliżenie na odległość 2348 km miało miejsce nad Mongolią. Średnia odległość sondy od Słońca zmniejszyła się o ponad 33 mln km
- 12 grudnia 2005 – o godz. 11:30 wykonano manewr DSM-1. Na 524 sekundy uruchomiono silnik główny sondy (dV=316 m/s)
- 22 lutego 2006 – o godz. 16:00 wykonano manewr TCM-10. Na ponad 2 minuty włączono silniczki małego ciągu (dV=1,4 m/s)
- 12 września 2006 – złożony manewr TCM-11. O godz. 23:00 na 23 sekundy włączono jeden z zestawów silniczków dużego ciągu, a o godz. 23:10, na 202 sekundy, drugi zestaw, prostopadły do pierwszego (dV=1,68 m/s)
- 5 października 2006 – o godz. 22:30 wykonano manewr TCM-12. Włączenie silniczków na 58 sekund (dV=0,498 m/s)

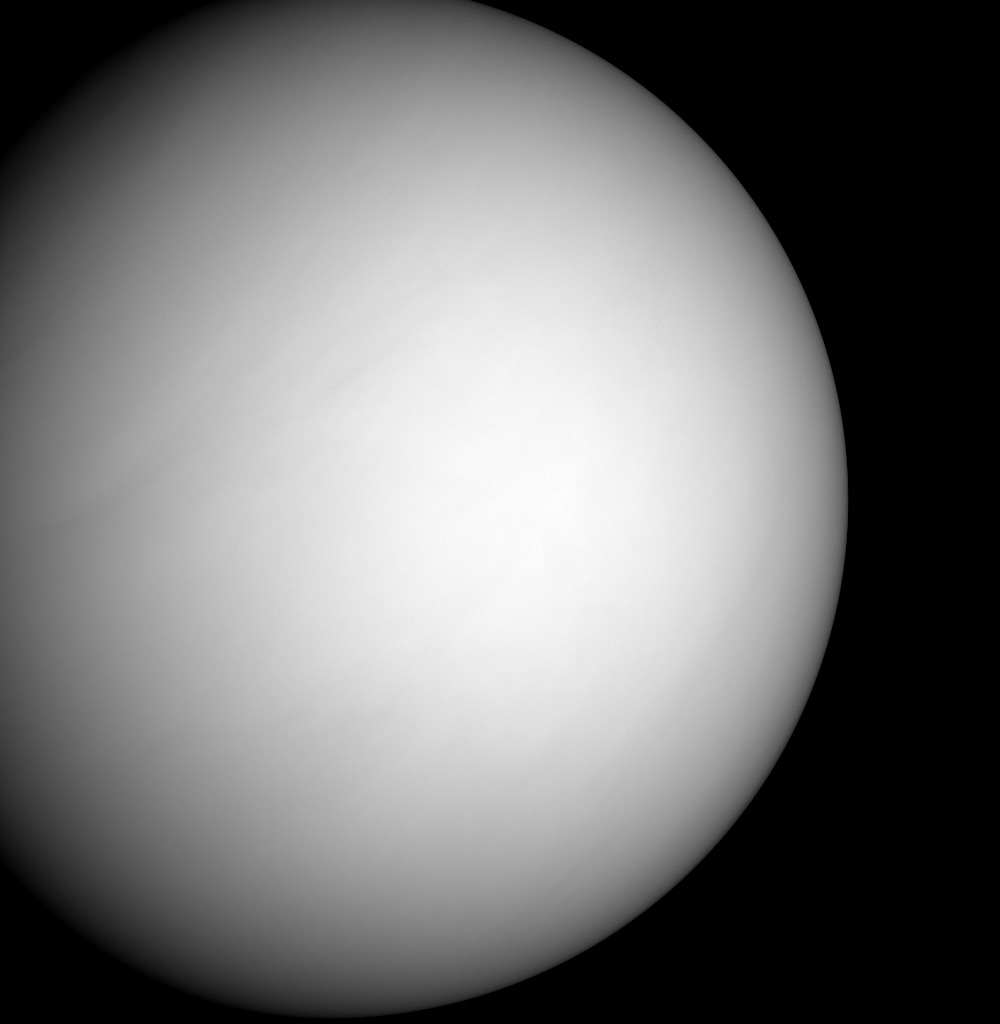
Zdjęcie Wenus wykonane podczas drugiego zbliżenia do tej planety

- 24 października 2006 – o godz. 08:34 sonda zbliżyła się do Wenus na odległość 2987 km. Manewr ten zmienił orbitę heliocentryczną sondy z 0,6 × 1,065 j.a. (nachylenie 2,6°) na 0,55 × 0,90 j.a. (nachylenie 8,1°)
- 3 grudnia 2006 – manewr TCM-13. Silniki sondy zostają włączone trzykrotnie: o godz. 00:00 (na 1670 sekund), o godz. 01:00 (na 97 sekund) i o godz. 06:00 (na 1640 sekund). Łączna zmiana prędkości wyniosła 25,6 m/s
- 25 kwietnia 2007 – o godz. 17:30 wykonano manewr TCM-15. Na 140 sekund włączono silniczki sondy (dV=0,568 m/s). Krótko po jego rozpoczęciu sonda zaczęła tracić orientację. Kompensowanie ciągłym uruchamianiem silniczków spowodowało dV mniejsze od planowanego (dV=0,767 m/s)
- 25 maja 2007 – o godz. 20:00 wykonano manewr TCM-16. Uruchomienie silniczków na 36 sekund (dV=0,212 m/s)
- 5 czerwca 2007 – o godz. 23:08 nastąpiło drugie zbliżenie do Wenus. Najmniejsza odległość do planety wyniosła 338 km
- 17 października 2007 – o godz. 22:00 wykonano manewr DSM-2. Na ponad 5 minut uruchomiono silnik główny sondy (dV=226 m/s). O 22:30 na około 2 minuty włączono silniczki małego ciągu (dV=1,4 m/s)
- 19 grudnia 2007 – o godz. 22:00 wykonano manewr TCM-19. Włączenie silniczków na 110 sekund (dV=1,1 m/s)

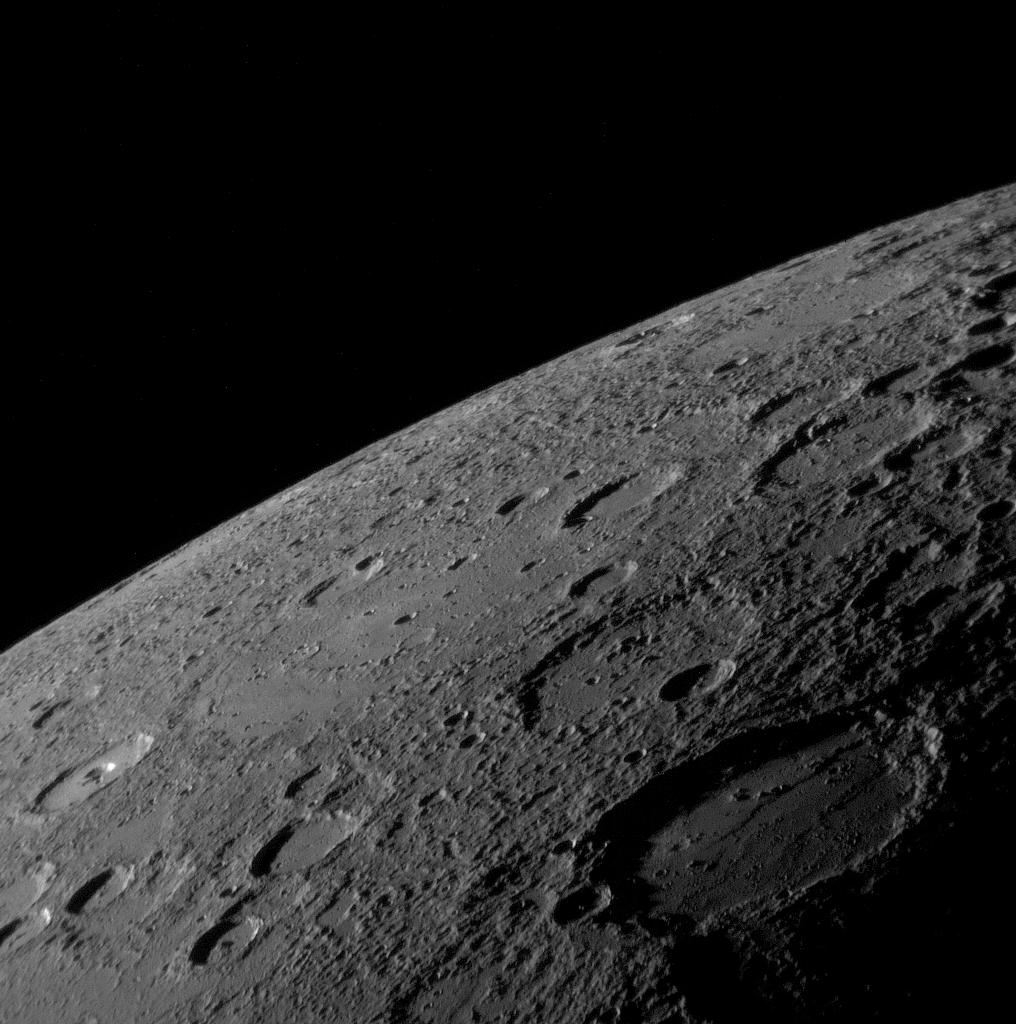
Fotografia Merkurego wykonana podczas pierwszego zbliżenia do niego

- 14 stycznia 2008 – o godz. 19:04:39 sonda pierwszy raz zbliżyła się do Merkurego (min. odległość 201,4 km) dokonując manewru asysty grawitacyjnej[2]. W jego wyniku parametry orbity heliocentrycznej zmieniły się z 0,33 × 0,75 j.a. na 0,32 × 0,70 j.a.
- 19 marca 2008 – o godz. 19:30 wykonano manewr DSM-3 (dV=72,2 m/s)
- 3 lipca 2008 – ogłoszenie odkrycia wody w egzosferze Merkurego[5]
- 6 października 2008 – o godz. 08:40 nastąpiło drugie zbliżenie do Merkurego (minimalna odległość 199,4 km)[6]
- 15 października 2008 – osiągnięcie największej prędkości (w stosunku do Słońca) w trakcie misji – 62,979 km/s[7]
- 4 grudnia 2008 – o godz. 20:30 wykonano manewr DSM-4A (dV=219 m/s)
- 8 grudnia 2008 – o godz. 20:30 wykonano manewr DSM-4B (dV=24,7 m/s)
- 29/30 września 2009 – trzecie zbliżenie do Merkurego (min. odległość 228 km)[8]. Wykonano kolejne zdjęcia Merkurego[9][10]
- 29 listopada 2009 – manewr DSM-5
- 18 marca 2011 – wejście na orbitę Merkurego jako pierwszy obiekt zbudowany przez człowieka
- 29 marca 2011 – pierwsze zdjęcia Merkurego
- 4 kwietnia 2011 – rozpoczęła się 12-miesięczna faza badań naukowych
- 9 listopada 2011 – NASA ogłasza, że przedłuży orbitalną misję MESSENGER-a o rok
- 17 marca 2012 – zakończenie misji podstawowej
- 18 marca 2012 – oficjalne rozpoczęcie misji przedłużonej[11]
- 17 marca 2013 – zakończenie misji przedłużonej
- 18 marca 2013 – rozpoczęcie drugiej misji przedłużonej[12].
- 25 marca 2015 – sonda po raz 4000. okrążyła planetę. Jej orbita przebiegała coraz bliżej powierzchni Merkurego[13].
- 28 kwietnia 2015 – wykonany został ostatni z siedmiu manewrów korekcyjnych. W związku z wyczerpaniem się paliwa sonda nie mogła już zmienić orbity. Pod koniec misji Messenger prowadził badania na bardzo niskiej orbicie nad powierzchnią Merkurego. W ciągu ostatniego miesiąca sonda przelatywała na wysokości od 5 do 35 km nad powierzchnią[14].
- 30 kwietnia 2015 o 19:26 UTC – sonda roztrzaskała się o powierzchnię Merkurego, po wykonaniu 4105 orbit wokół planety[15]. Sonda wykonała ponad 277 tysięcy zdjęć. Rozbiła się po niewidocznej z Ziemi w tym czasie stronie planety[16]. Messenger uderzył w powierzchnię z prędkością około 14 tys. km/godz. Na powierzchni Merkurego powstał krater o średnicy około 16 metrów[14]. Misja pozwoliła ustalić, że promień planety zmniejszył się o siedem kilometrów, co zgadza się z modelem termicznym. Według tych danych promień Merkurego wynosi 2440 kilometrów[17].

Całkowity koszt misji wyniósł około 446 milionów USD. W sumie tej zawarty jest koszt budowy sondy i jej instrumentów naukowych, rakiety nośnej oraz koszty operacyjne podczas całej misji.